# 神風怪盗ジャンヌ
『神風怪盗ジャンヌ』（かみかぜかいとう ジャンヌ）は、種村有菜による日本の漫画作品。および、それを原作にしたテレビアニメ。

## 概要
月刊少女漫画雑誌「りぼん」の1998年2月号から2000年7月号まで連載。テレビアニメ化もされた。2021年7月時点で累計発行部数は550万部を突破している。
『美少女戦士セーラームーン』から連なる美少女戦士路線に怪盗物の要素を導入した意欲的な作品である。その前身は投稿作品の『神風怪盗ジャンヌダルク』であり、キャラクターデザインがアラビアンナイト風であることを除けば、設定はほぼ同じである。怪盗物としては、連載当時先行した『怪盗セイント・テール』と比較され、「セーラームーン＋セイントテール」と解説されることもあった。
テレビアニメは視聴率不振などで1年・44話で終了したが、原作の方はアニメ終了後しばらく連載された（全30話）。コミック単行本の売上は、コミックランキング（トーハン調べ）において、アニメ終了直後である2000年2月発売の5巻と最終巻の7巻が初登場2位、同年6月発売の6巻は初登場1位を記録した。
1999年10月に発売が予定されていた新コスチュームのジャンヌの人形は未発売に終わった。この人形は『りぼん2000年冬休みお楽しみ増刊号』において、非売品として200名にプレゼントされている。
海外ではヨーロッパ圏で人気を博した。特にドイツにおいては原作・アニメ両方がヒットし、2003年のりぼん別冊『満月をさがしてスペシャル』によると、単行本に全巻収納BOXが付属した。
タレント中川翔子が本作のファンであり、『ファンロード』2007年4月号にて、子供の頃『美少女戦士セーラームーン』を卒業して本作へ移行したとのこと。また子供の頃「ジャンヌ・ダルクのアニメ」が好きだったとして、ジャンヌ・ダルク役を本人のキャラクターそのままで演じたこともある。『りぼん』2008年12月号にて、中川は種村有菜との対談を果たすが、その際彼女は小学生の時に買った、神風怪盗ジャンヌの画集を持参している。
2007年6月15日より完全版の発売が開始されており、特典には「1巻 - 5巻には書き下ろし制作秘話等のエッセイ掲載」「6巻には書き下ろしの番外編【魚の記憶・月の華雪】掲載」「全巻書き下ろしピンナップ付き」「1、2巻の帯に、全巻収納できるコンプリートBOX応募者全員サービスの応募券が付属」が付いていた。
2013年12月5日より児童書レーベルの集英社みらい文庫よりノベライズが発売された。
2023年3月31日には原作の連載開始25周年を記念したBlu-ray BOXがエイベックス・ピクチャーズより発売された。

## あらすじ
日下部まろんは一見普通の高校生。だが実は巷を騒がす怪盗ジャンヌの正体・そしてジャンヌ・ダルクの生まれ変わりである。準天使フィン・フィッシュに導かれ、神の娘として美術品に憑依した悪魔を回収し、失われつつある神の力を取り戻すという使命を信じチェックメイトを続けているのだ。警察や警官を父に持つ親友の東大寺都に追いかけられながらも、着実に使命をこなしていたある晩、彼女の前に謎の怪盗シンドバッドが現れ、「君に怪盗をやめさせたい」と宣戦布告する。
後日、まろんは同じマンションに住む都と共に登校しようとして、引っ越してきたばかりだという名古屋稚空と出会う。彼はなんとまろんの隣の部屋に入居したばかりか同じ高校へ編入してきた。昼間はプレイボーイの気がある稚空に、夜は怪盗シンドバッドに振り回されるまろん。しかし、ひょんなことからシンドバッドの正体が稚空であることが発覚。まろんは次第に彼に惹かれていくが「シンドバッドは敵」という認識は捨てられず、それでも時と場合によっては共闘することも選択肢に加えるようになった。
そんな中、高校教師である紫界堂聖がやってきた辺りから、悪魔の回収はさらに困難になっていく。実は紫界堂は魔王からの刺客である悪魔騎士ノインだったのだ。そして稚空の相棒である黒天使アクセス・タイムの証言から、フィンが神ではなく魔王から遣わされた堕天使であることが判明、彼女の裏切りによって変身能力を失ったまろんは意気消沈、全ての事情を知る稚空はそんな彼女をひたすら見守っていた。ノインはノインで、かつての恋人ジャンヌの生まれ変わりであるまろんに執着を見せており、彼女のことは自分なりに気にしていた。
そしてある日、まろんの元にフィンが現れ、まろんから石化したロザリオを奪い、マンション7階のベランダから落とす。それを追ったまろんは地面に激突する寸前で飛び込んできたノインに受け止められるが、ノインと共に意識を失ってしまう。目覚めたまろんは中世のフランスにおり、牢に捕らわれたジャンヌ・ダルクと出会う。ジャンヌから翌日が彼女の処刑の日であることを知らされ、同じ時代に飛ばされたノインと共に彼女を救う手段を探すが間に合わず、ジャンヌは火あぶりに。しかし彼女の諦めない姿勢を見たジャンヌによって彼女の持つ力を譲られ、教会の絵画に憑いていた悪魔を封じ、ジャンヌが転生するまでの長い時を待つため自身に悪魔を憑けたノインとともに現代へ戻る。まろんは稚空の父の病院で目覚め、ジャンヌとの邂逅が夢ではなかった証拠に、稚空から贈られたペンダントがロザリオに変化していた。
その後、フィンによって悪魔を憑けられた都が稚空を誘惑し、恋人になりたての2人を引き裂く。が、まろんの機転によって悪魔は無事封じられ、都もまろんの事情を知ることになった。しかし、稚空はフィンによって魔王の元へ送られてしまう。そこへかつてフィンと共に人間界に降りた準天使セルシア・フォームとトキ・ハイヤーが偶然アクセスによって助け出されて合流、フィンとの再会を果たす。彼らから聖気を受け取り、神に罪を許されたフィンは正天使へと成長するが、神の力が弱まっているがゆえの地震が起き、神の力で全員天界へ運ばれ、まろんが女性の素たるイヴであること、魔王が神の分身といえる存在であることなどを知らされた上で最終決戦に臨む。

## 登場人物
本作に登場するキャラクターの名字は全て漢字3文字の地名などである。
都の姉・さゆりは『雨の午後はロマンスのヒロイン』に兄・昴は『イ・オ・ン』に出ていたり、稚空の父の秘書・彼方木神楽が『紳士同盟†』に出ている十夜の従兄弟という公式裏設定があったり、番外編『即席!? アクセス伝説★』で出ていたセント・ラヴァーズが『時空異邦人KYOKO』で華蓮のお守りとして出てきたりと、作品間のつながりがみられる。

### 主要人物
日下部まろん（くさかべ まろん） / 怪盗ジャンヌ
声 - 桑島法子
本作の主人公でメインヒロイン。桃栗学園に通う高校2年生（アニメでは高校1年生）。新体操部所属のエース。誕生日は5月30日（ジャンヌ・ダルクが処刑された日）。双子座。血液型A型。準天使フィンに渡されたロザリオで怪盗ジャンヌに変身する。ウェーブのかかった栗毛に茶色い瞳が特徴。身長154cm、体重43kg。
容姿端麗で成績優秀、明るく優しい性格で非の打ち所がないが、幼い頃から両親の仕事の関係で一人暮らしをしているため、心の奥底には寂しさから来る暗い闇を抱える。会話ではしばしば語尾に「（○○だよ）ーだ」とつける。何事にも一生懸命なのも、いつか帰ってくるであろう両親に喜んでもらうため。また怪盗になることに自分の居場所を見い出すという危うい一面を持っていた。稚空には振り回されていたが、次第に好意を寄せるようになる。
その過去世は女性の素なる存在のイヴ。イヴは神の力である再生力を与えられ、卑弥呼や聖母マリアを連想させる存在に転生を続け、ジャンヌ・ダルク、そしてまろんへ転生した。
原作では、処女であるが故の「純潔性」が力の源であるとされたため、純潔を奪う（神の力を失わせる）目的でノインに襲われかけたこともあった。また、石化したロザリオを追ってマンションのベランダから落ちた際、受け止め切れなかったノインと共に、意識だけ過去の世界に飛ばされ、ノインの過去を知り、処刑前のジャンヌに出会って、彼女の力を受け取り、天使の力を借りずに怪盗ジャンヌに変身できるようになった。
最終的に稚空と結婚（姓が名古屋になった）し、24歳でフィンの生まれ変わりとなる娘・魚月（なつき）を出産する。
名古屋稚空（なごや ちあき） / 怪盗シンドバッド
声 - 千葉進歩
本作のメインヒーローで、まろんのクラスの転校生。誕生日は9月27日。天秤座。血液型A型。身長175cm、体重55kg。
都をはじめとする女子に好かれる程の美形だが、プレイボーイ。まろんへの好意は怪盗を辞めさせるためだったが、いつしか真剣に変わっていった。まろんのファーストキスをシンドバッドの時に強引に奪った。実家は大病院で父子家庭だったが、母の死後何度も再婚を繰り返す父親を受け入れられず（後に事情を知り和解）、一人暮らしをしていた。
原作ではアクセスの力を受ける黒いロザリオ、アニメではスカーフでシンドバッドに変身し、怪盗ジャンヌの悪魔回収を邪魔し時として激突する。アニメでは「変装」と表現しているが、身体的変化が見られるため、実質は変身と変わらないようである。
シンドバッドとなった経緯は原作では語られることはなく、アニメでは天使を見る能力を持っていた彼がフィンの行方を捜して困惑していたアクセスを偶然発見したからであるとされた。シンドバッドの名前は偶然上映していた映画「シンドバッドの冒険」からとったものである。アニメ最終回ではシンドバッドに変身せずに怪盗としての能力を発揮していたが、前述の天使を見る能力と関係している可能性がある。なお原作では、神に「アダムとそっくり」と、生まれ変わりであるかのようなことを示唆された。
最終的には医者となり、まろんと結婚した。完全版の描き下ろしコミックでは子供の魚月を溺愛している描写がある。
フィン・フィッシュ
声 - 西原久美子
ある日まろんの前に現れた準天使。ホットケーキが大好きで、多少ミーハーな明るい性格。まろんにお供し、天使の力で怪盗ジャンヌに変身させる。
髪の毛は突然変異のため天界で珍しいといわれる黄緑色で（ほとんどの天使は銀髪）、普通の天使より多くの聖気をためることができ、天界では優秀な天使だったが、人間界に下りた際に髪の毛を切られ、反動で起きた力の増幅を抑えられず大爆発を起こし人間を大量に死に至らしめるという禁忌を犯したため、天界を追放された。しかし消滅するところを魔王に救われ堕天使となった。以来魔王に仕え、神の力を奪うため魔王よりまろんの元へ遣わされた。なお、アクセスのことがずっと好きで、堕天使に身を落としたのも「生きていればいつかアクセスと再会できる」と思ったため。アニメではブラックホールのようなものに吸い込まれた後行方不明になり、魔王に操られて堕天使になったという設定。アニメ最終回で魔界の女王となるが、ジャンヌによって元の準天使に戻った。
原作では後にセルシアたちの聖気を受けとり、彼女の罪を許した神が僅かに残された力を使ったことで正天使になるが、最期は魔王の死に際の攻撃からまろんを守ろうとしてまろんの前に飛び出す形で身代わりになり、天使としての命を落とした。命を落としはしたが、まろんの持つ神の力・再生力を受け取り、まろんと稚空の子供（魚月）として転生する。天使としての死後、アクセスのピアスの片方を握らされており、転生後、長い間握り締めたままの手をまろんが開かせてみると、そのピアスが出てきた（そのため魚月がフィンの転生者だと判明した）。フィン・フィッシュの頃の記憶はないが、「ピアスをくれた恋人」のことは朧気に覚えている。都と大和の子供で、アクセスの生まれ変わりである心時に好意を寄せられている。魚月が高校1年生の時、剣道二段を取得。
アクセス・タイム
声 - 矢島晶子
稚空にお供する黒天使。原作では天使の力で稚空を怪盗シンドバッドに変身させる。フィン同様、ホットケーキが大好き。アニメではフィンへの態度の他、多少性格が変更されている。
フィンに「魔王の手先」と称されていたが、本当に神の勅命を受けていたのは彼であり、魔王の計画を阻むため稚空に怪盗シンドバッドとなる力を与えた。フィンのことが好きで、堕天使になってしまった彼女を救おうとしていた。原作では物語後半で神様に頼んで準天使にしてもらうが、最後はフィンを救うために自分の聖気をフィンに与えたことで黒天使に戻ってしまった。
後に都と大和の息子・心時（しんじ）として転生する。心時はアクセスだった時の記憶があり、天使の時に稚空と約束した、「ホットケーキを好きなだけ作ってもらう」という男の約束をきちんと覚えている。大学生の時、バスケ部のエースとなっているが、練習はさぼりがちらしい。魚月との年の差は4つ未満で、魚月にスキンシップを試みては殴られている。
原作ではフィンを呼び捨てしているが、アニメ版では「フィンちゃん」と呼んでいる。
東大寺都（とうだいじ みやこ）
声 - 松井菜桜子
まろんの幼馴染で親友。誕生日は1月21日。水瓶座。血液型B型。身長161cm、体重45kg。3人兄弟の末っ子。まろんと同様、新体操部に所属。中間テストで赤点をとるなど成績はあまり良くない模様。
幼稚園時代、強気で意地っ張りな性格が祟って園児たちに嫌われていたところ、まろんが味方になってくれたことで仲良くなる。長い付き合いからか、まろんを非常に大切に思っており、原作では彼女が怪盗ジャンヌであることに最初から気づいていた。この件は終盤まで語られないが、まろんのことは全て解っている点は描写されている。そのため、いざという時怪盗ジャンヌを逃がすために、父が刑事であることを利用して怪盗ジャンヌ追跡を行い、毎回彼女を捕縛するためのトラップを作っていた。なお、アニメでは本当に気づいていないという設定。
女子高生らしくないかなりの助平であり、稚空が転校した経緯を教師との淫行だと推測したり、アニメ版ではまろんが男性を泊めていると妄想していた。
稚空のことが大好き（結果的に失恋した）でまろんをライバル視しているが、実は彼女を一番大事に思っていた。原作後半ではフィンの策略で悪魔に取り憑かれ、稚空を誘惑したが、まろんに助けられる。
アニメ終盤ではフィンの力で心を操られ、怪盗ジャンヌとなったまろんに刃を向けたこともある。その後、まろんの説得とノインの命懸けの攻防によって正気に戻り、まろんに「自分がジャンヌとしてのまろんを受け入るのを怖がっていたことを知られたくなかった」と涙ながらに謝罪する。そして、ノインの死後まろんに手伝いたいと志願するも「刑事に泥棒の仕事は似合わない」と拒否され、帰還を信じ見送る。
最終的には大和と結婚（姓が水無月になった）し20歳ぐらいで心時を出産する。
水無月大和（みなづき やまと）
声 - 高橋直純
まろん達のクラスメイトで、クラス委員長。誕生日は12月31日。山羊座。血液型A型。
金持ちの息子で、ビン底眼鏡をかけており、最初は非常に気が弱く性格も陰気臭かった。心の弱さにつけこまれ悪魔に利用されたが、怪盗ジャンヌの言葉に救われて前向きな性格へと変わった（以来眼鏡を外している）。
縁あってか都と行動を共にすることが多い。まろんのことが好きで、告白したが失恋。その後都を好きになる。
最終的には都と結婚し、青年実業家として活躍。

### 人間
パッキャラマオ五十嵐（パッキャラマオ いがらし）
声 - 西原久美子
まろんたちのクラスの担任の女教師。新体操部の顧問も務め、「新体操は花の心で踊るもの」を信条とする。
アニメでは紫色の長髪と真っ赤で派手なドレスが特徴。美人で花が好きだが怒ると怖く、常にリコーダーを持っている。そのリコーダーの音色で、まろんと都の喧嘩を止めることがある。ザマス口調で話す。
名前は童謡の「クラリネットをこわしちゃった」の歌詞の一部である「パッキャラマド」から由来している。しかし、正しいアクセントは最初の「パ」だが、パッキャラマオ先生は「キャ」のアクセントで呼ばれている。
東大寺氷室（とうだいじ ひむろ）
声 - 千葉繁
都の父。桃栗警察署（ももくりけいさつしょ）の警部。原作では常にデフォルメされて「にょ」という特徴的な語尾で描かれているが、アニメは普通の頭身で容姿や性格などが全く異なって描かれている。キャリア候補として警視庁に入庁したが、現場を離れたくないがために志願してキャリアを辞退した過去を持つ。
マンションに住むまろんの隣の部屋に家族で暮らしており、幼い頃から一人暮らしをするまろんを度々世話していた。妻（都の母）である桜（声 - 矢島晶子）はまろんの両親と昔からの友人であり、息子（都の兄）である昴（声 - 古谷徹）は地震発生装置などを発明した科学者で、学会で認められなかった腹いせを悪魔に利用された（昴は同作者の過去の作品『イ・オ・ン』にも登場している）。
アニメでは32話において悪魔に取り憑かれる。
桃栗署私服警官
アニメオリジナルキャラクターで、原作では一度だけ扉絵のみに登場。氷室の部下。最年長で熱血男の春田、成績優秀な優男の夏田、気弱な美男子の秋田、寡黙で不良気質な冬田の4人。春夏秋冬と呼ばれることもある。氷室や都の作戦につきあわされ、時に不満を漏らすこともある。
彼らが「刑事」と呼ばれるところを見ると、怪盗ジャンヌ特捜班は刑事課内にある様子。秋田は原作唯一の出番の扉絵において文字の下に隠れてしまうという憂き目にあっている。
春田（はるた）
声 - 木村雅史
刑事の一人。四人の中では最年長のリーダー各。スーツにネクタイをつけた長身の男。熱血漢で力持ち。11話で悪魔に取り憑かれる。
夏田（なつた）
声 - 石塚堅
刑事の一人。都より小柄の男だが、困っている人を放っておけない成績優秀な優男。いつも青いコートを着ている。
秋田（あきた）
声 - 宮田幸季
刑事の一人。金髪のインテリ系美男子。キザなところもあるが、やや子供っぽい性格。大きな蝶ネクタイと派手な服が特徴。
冬田（ふゆた）
声 - 小栗雄介
刑事の一人。分厚い唇にサングラスをかけたごつい顔付きをしたヤクザのような風貌をしている。基本的に無口で刑事の中ではあまり目立たないが、たまにまともな発言もする。サングラスを外すと、長いまつげのかかった大きな瞳になっており、それがコンプレックスのためサングラスをしている。ただし、驚いたときなどにサングラスが外れることが多い。
日下部匠、ころん（くさかべ たくみ、ころん）
声 - 平田広明（匠）、川島千代子（ころん）
まろんの両親。現在公園となっている小さな遊園地のメリーゴーランド前で運命的な出会いをする。キャラクターデザインはアニメの方が先。
それぞれ悪魔に取り憑かれ、まろんが10歳の時から別々に外国で暮らしていた。どちらからかは不明だが、まろんに毎月の生活費を送っていた。また2人とも、まろんに手紙を出すことも電話をすることもなかったが、母から6年ぶりにかかってきた電話は「離婚する」という内容だった。
原作の終盤、どこかの移動遊園地のメリーゴーランド前で再会した。その後、2人でまろんと再会したが、この際に都が「『再婚してもう一度やり直そう』と言っていた」と発言している。アニメ最終回では2人でまろんに手紙を送っている。
都の母親（桜）ところんが幼なじみで、匠を二人で取り合ったらしい。匠は建築家で、フランスで建築していて、まろんの誕生日に開園した遊園地に「マロンドーム」という名前を付けた。
名古屋海生（なごや かいき）
声 - 小野坂昌也　
稚空の父親。「稚空の兄」と名乗っても違和感がないほど若い外見をしている、名古屋病院の院長。稚空の人をからかう性格は父親譲り。息子の事は「稚空くん」と呼ぶ。
妻と死別して以来、4度に渡って再婚するも長続きせず、稚空が家に居つかないことを悩んでいた。息子を溺愛気味で、仕事を時々抜け出しては稚空のマンションにやってきて、自身のブロマイドを置いていこうとする。なお、彼が再婚し続けた理由は「稚空くんには母親が必要でしょ」というもの。
レストランで行われていた絵画即売会で見つけた絵に悪魔が憑いていたことで、病院に勤務する人間を薬で仮死状態にし、とある場所に人形として飾っていた（しかも、自身の息子や怪盗ジャンヌまでターゲットとしていた）が、原作では機転を利かせたジャンヌ、アニメではシンドバッドによってチェックメイトされ正気に戻り、稚空と和解する。
一見自由奔放のようだが、患者の容体を気遣うなど、決して不真面目な人物ではない。
彼方木神楽（かなたき かぐら）
声 - 森久保祥太郎
海生の秘書を務める青年。海生とは10歳ごろからの付き合い。真面目で穏やかな性格の人物だが、怒ると海生も恐れる程怖い。不良3人相手にしても軽く蹴散らすほどケンカも強い。稚空の母親が生前描いた絵を大切にしており、それに悪魔が取り憑いた際はチェックメイトさせまいとした。
稚空の婚約者である弥白に、密かに思いを寄せており、最後は彼女と結婚して男女の双子の父親になった。
山茶花弥白（さざんか やしろ）
声 - 山崎和佳奈
枇杷高校の新体操部員にして、稚空の婚約者（親が一方的に決めたため、稚空自身は否定）。お嬢様口調で喋る。まろんと都をけだもの呼ばわりしライバル視している。
彼女が買い、体育館に飾った絵に悪魔が憑いており、枇杷高校を会場とした新体操部の大会では、桃栗高校の部員の演技用リボンを切ったり、カセットテープをぐちゃぐちゃにするという嫌がらせをした。
ジャンヌに救われた後は稚空に告白し失恋に終わった（その腹いせに海生に稚空の学校と住所を知らせた）が、神楽と結婚して男女の双子の母親になった。（その双子は、髪型などの特徴から転生したセルシアとトキであると考えられる。）
高土屋全（たかづちや ぜん）
声 - 勝生真沙子
悪魔にとり憑かれていた中学2年生の少年。偶然出会ったまろんに一目惚れする。実家は高土屋花店という花屋。
心臓の重い病気で5年入院しているが、全く会いに来ない両親に会いたいがために何度も抜け出そうとする。悪魔のおかげで生き長らえていたが、悪魔に長い間取り憑かれていたせいで天使が見えるようになっており、シンドバッドにチェックメイトされた直後に死亡。アニメではジャンヌにチェックメイトされ、両親と対面を果たした直後に死亡。
原作最終回では黒天使となり、リルから「ゼン」と名付けられる。
久ヶ原相模（くがはら さがみ）
フィンたち3人が降臨した直後、聖気を失って倒れたセルシアを介抱した青年神主。
天使を見ることができる。フィンは彼に惹かれるが、自分の中に警告を発する何かを感じ取るようになる。聖水で人々を治療しているが、法外な金額を設定している。
神社の奥には、溶けると聖水に変わる大きな氷があり、そこには16歳ほどの少女が裸で収まっていた。その少女こそ「病死した」という彼の妹・魚月であり、生前のフィンだった。
ジャンヌ・ダルク
声 - 鶴ひろみ
まろんの前世。部下のノイン・クロードとは恋人同士だった。原作とアニメでは若干容姿が異なる。
処刑前日に飛ばされてきたまろんと会話し、自身が死ぬ間際に放出する力で、広場に集まっている、悪魔に操られている人間たちを浄化するつもりだったが、まろんの言葉を受けて考えを変え、その力を譲った直後に焼け果てる。

### 天使
リル
正天使。後に天使の中の最高位「大天使」となる。いつも瞳を閉じている。温厚な性格だが神を侮辱されると怒る。天使の昇級や新たに誕生した黒天使たちに名前を授ける役目も負っている。
セルシア・フォーム、トキ・ハイヤー
フィン、アクセスと同期に生まれた天使で、セルシアは女性、トキは男性の準天使。
フィンと共に3昼夜の人間界降臨を許されるが、その2日目に、悪魔に憑かれた相模によって、聖水を生み出す氷に封じられてしまう。何年ものち、聖気を感じて通りかかったアクセスにテレパシーのようなもので呼びかけ、解放された。そして堕天使となったフィンと再会し、氷を溶かして溜めてきた聖気をフィンに与えたため、アクセスと共に黒天使に戻ってしまう。
トキはフィンに想いを寄せていた。セルシアは語尾を重ねる（「ですです」「ますます」など）独特の喋り方をする。
完全版描き下ろしコミックで、魚月の同級生である紗羅が、内心でこの喋り方をしており、また、その内容から察するに、セルシアの転生者である可能性がある。

### 悪魔
紫界堂聖（しかいどう ひじり） / 悪魔騎士ノイン
声 - 山口勝平
まろんたちの高校に転任してきた歴史教師。その正体は魔王から遣わされた悪魔騎士で、ジャンヌ・ダルクの部下だった、ノイン・クロード。
原作ではジャンヌ処刑の日に悪魔をつけられて不死身になった。ジャンヌを愛しており、その想いからまろんとジャンヌを同一視して執拗にまろんに迫り、一度はまろんの純潔を奪うことで神の力を奪う使命を果たそうとしたこともあった（実際は本気で襲うつもりはなかった）が、稚空の邪魔で未遂に終わる。しかし過去に行くことでまろんとジャンヌは違う存在であることを自覚し、改めてまろんを好きになる。その際、再びまろんと出会うため、過去の自分に悪魔をつけてきた。使い魔のシルクを飼っている。
最終的にまろんと稚空を見守ったが、まろんの次の生まれ変わりを狙う素振りを見せているため、諦めていない様子。
アニメではフィンに操られた都を説得し正気に戻した後、フィンの攻撃からまろんたちを守るために壮絶な最期を遂げた。フィンやミストとは折り合いが良くない。
シルク
ノインの使い魔。トカゲと間違えられるが、竜。人間の少年の姿になることもでき、その際は額に角がある（どちらが本当の姿なのかは不明）。口調は「〜でぃす」。口から火を吹くことができる。好物はシルバーアロワナなどの魚であり、ノインがペットとして買っている魚を食べてはお仕置きを受けている。
ノインのことが大好きで、いつもノインに付き従っている。アニメでは魔王の伝達として一度だけ登場、その他ノインが多数のシルクをかく乱のために放ったこともあった。
番外編『Let's Go シルクロード★』では主役を務めた。まろん曰く、笑った顔が全に似ているとのこと。
ミスト
声 - 山崎和佳奈
アニメオリジナルキャラクター。少女の姿の悪魔。人間の愛を嫌う。ノインと違い生粋の悪魔らしい。そのせいか、ノインとの折り合いが良くない。
いつもキャンディーを所持しており、それで人間を操っていた。作戦を尽く失敗したため、最後の手段として自ら大量のキャンディーを摂取し、巨大な姿となってジャンヌに戦いを挑んだ。
ジャンヌとシンドバッドを追い詰めるが、最期はノインにキャンディーボックスが弱点であると教えられたジャンヌにチェックメイトされ、「その優しさが命取りとなる」と言い残して散っていた。

## 作中用語
チェックメイト
ジャンヌやシンドバッドが悪魔を封印する時に発する掛け声。もともとはチェスの「詰み」の意味。
ロザリオ
まろんと稚空の変身アイテム（稚空は原作のみ）。
作中では手の平大の十字に描かれ中央に宝石があしらわれており、そこへフィン（あるいはアクセス）の天使の力を注ぎ込んでもらい変身する（変身を解く時は、ジャンヌはポニーテールに結んだリボンをほどき、シンドバッドは頭に巻いたスカーフを外す）。まろんのものは金色に輝く素材でできており、中央に赤い宝石があしらわれた華やかなもので、稚空のものは黒い素材でできており、中心部に黒い石が縛り付けられた簡素なもの。なおアニメ初期のまろんの物は、原作とデザインが違う。
フィンやアクセスと通じていて、悪魔が憑いている人間が近くにいると「ピー」という音を発し、仕事が確定した時は「ツー」という音で知らせてくれる。
封印用のピン（ジャンヌ、シンドバッド共通）、天使のたまご、天使の矢（詳細は後述。ジャンヌのみ）などのアイテムを宝石部分から呼び出すことができる。
原作後半で登場した、まろんの新たなロザリオは、もともとは稚空が誕生日にくれたペンダントで、そこにジャンヌの力が宿る。悪魔を封じる時に剣に変化、悪魔が憑いた絵をそれで切り裂くことで悪魔を封印する。また、魔王との最終決戦後はただのペンダントに戻っている。
アニメでは27話で最後の悪魔を封印した後、天使の羽に戻ってしまうが、28話でシンドバッドが回収したチェス駒の力を宿し新たなロザリオに変化した。
リボン
ジャンヌの専用武器。赤色の新体操用リボン。小さめのゴムボールなどを切断することもできるほどの強度を誇る。
原作は初期から、アニメは後半から登場（アニメ前半では代わりにリバウンドボールを使用した）。普通の新体操のリボンより短いらしい。
チェス駒
ジャンヌとシンドバッドが、悪魔の憑いた絵画（アニメでは花瓶などにも）に封印用のピンを刺すと、悪魔を封じられたピンが変化する。ジャンヌは白、シンドバッドは黒。原作では悪魔の強さによって変化する駒の種類が変わる。また、封印に失敗するとピンに戻ってしまう。
単行本おまけ漫画によると、まろんの前世であるジャンヌ・ダルクが行ったような騎士の戦いは現在ではできないため、その精神に則ったチェスを模しているらしい。そのため、封印時の掛け声もチェス用語である。また、まろんの場合はインテリアとしてチェス盤に飾っている。
天使のたまご
まろんのロザリオから出てきたアイテムのひとつ。羽が生えた卵形の小型爆弾。
天使の矢
まろんのロザリオから出てきたアイテムのひとつ。矢文になっていて、原作ではこれを使って悪魔の死角にいるフィンに頼みごとをした。
天使の羽根
悪魔の攻撃によるダメージを軽減するアイテム。単行本のおまけ漫画によれば、まろんはフィンのをむしっているらしい。（むしられてもすぐに再生する。）
天使（てんし）
生まれてすぐに死んだ赤ん坊など、成長するにつれて失われていく「純粋な心」を少しでも多く持ったまま死んだ者の魂に、神がほんの少しだけ力を与えて誕生させる存在。「聖気を溜め続ければ、いずれ魂となって生まれ変われる」と言われている。心優しく協調性のある者が多く、殆どが仲良しである。
下位から順に黒天使、準天使、正天使、大天使とランク付けされる。生前との姿の違いは、耳が尖り、髪が銀髪になること（ただし、フィンとアクセスは例外）。髪に聖気を溜めるため、銀色の輝きが強ければ強いほど、その天使の力も強いことになる。また、天使が生まれ変わる際、「過去に縁があった人物の近くに生まれる」と言われている。
神の力の源となる「人間」を殺すことが最大の禁忌で、原作でフィンは結果的にこれを破ってしまったため、楽園追放（魂の消滅）の刑に処された（寸前に、魔王に導かれて魔界の門をくぐったため、実際には消滅していない）。
魔王のいる魔界へ堕ち、魔王に仕えるようになった天使は堕天使と呼ばれる。堕天使は、体にその証である焼印のような印がある（フィンは左腿にあった）。
また、「天使が聖気ゼロの堕天使の体に触れればその聖気を吸い取られる」という理があり、準天使となったアクセスが堕天使のフィンに触れた際、手のひらに火傷を負っている。
黒天使（くろてんし）
翼の黒い、比較的誕生したばかりの天使。順調に聖気を溜め続けると、翼が白くなり、準天使にランクアップする。
原作では「花の期」に生まれた天使たちの中で最も早く準天使になった者3人に、3日間人間界へ降りて聖気を溜めることが許されており、フィン・セルシア・トキがその権利を得たため、アクセスが拗ねている。
準天使（じゅんてんし）
天使の第2段階。先述したとおり、黒かった翼が白くなった天使。人間と同じサイズに変身することもできるようになる。その際はミニサイズの時とは服装が異なる。
正天使（せいてんし）
準天使と同様、人間と同じサイズに変身することができる。小さな姿ではそれまで額と翼にあった宝石はなくなっているが、人間サイズの時は翼のみ宝石がある。
作中に登場する正天使はリル（後に出世）と仲間達からの聖気を受け、さらに神に罪を許されたフィンのみが確認できる。
大天使（だいてんし）
天使の中では最高位。作中ではリルのみ確認できる。
悪魔（あくま）
神の力の源である「人の『美しい』と思う心」を奪う存在。魔王の命によって放たれ、主に絵画や写真（アニメでは花瓶などにも）にとり憑く。冷酷で利己的な者が多く、ほとんどが自分以外を認めず不仲である。
物品にとり憑いた後、それらを美しいと思った人の心から生気を吸って成長していく。悪魔に憑かれた人は豹変し、大抵それまでとは正反対な性格になる。
基本的に神の力を持つまろんが変身した怪盗ジャンヌだけがピンの中に封印でき、例外的に天使から力を得て稚空が変身する怪盗シンドバッドもピンに封印することができる。
原作では怪盗ジャンヌが封印が成功すると、絵が一旦真っ白になり、少し経って天使の絵が浮かび上がる。
単行本のおまけコミックの説明によると、レベル1から99までの下位の存在が悪魔であるらしい。
悪魔騎士（あくまきし）
人間に悪魔が直接憑き、不死身となった「元人間」。作中ではノインのみが確認されている。先述の悪魔よりはランクが上。
使い魔（つかいま）
悪魔騎士のペットのような存在。作中ではシルクが該当する。
再生力
神が持つ力のひとつ。アダムとイヴをエデンから追放した際、神がイヴに与えた。
普段は神による封印が施されており、イヴの生まれ変わりが天に召されるたび無条件に発動する。そのため、どんなに姿が変わろうと、イヴの魂は各時代の「聖女」として転生し続けることになった。
また、この力を持つまろんは、最終決戦で自分の身代わりに命を落としたフィンが新たな生を得る方法として、神から「この力をフィンに与えれば、生まれ変わることはできるはず」と示唆され、迷うことなく渡している（そのため、原作最終話以降はフィンの生まれ変わりである魚月がこの力を持つ）。
神（かみ）
この作品において、地球と生物を創造し、天界の全ての天使を司る存在。彼が人間のためにできることは、魂を生み出すこと・その魂を見守ること・大気を動かす、つまり風を起こすことの三つのみ（ゆえに「神風」である）。アニメにおいては姿を現すことはなかったが、原作にてその姿を現す。
ひとりぼっちの寂しさから、自身の骨から男性の素なる存在のアダムを作り出し、さらにその骨から女性の素なる存在のイヴを作り出した。いつしかイヴを愛するようになるが、アダムとイヴが知恵の実を食べ、お互い愛し合うようになったことに怒りと悲しみを覚え、二人を楽園から追放する。その際、アダムにはイヴを守れるよう筋力を高めてやり、イヴには純潔性に基づく巫女の力と転生のための再生力を与えた。
前述にある通り人間に直接干渉することができないことと、フィンいわく「まろんが大切で手を出すことができない」ため、アクセスを人間界に遣わして魔王側の悪魔回収を邪魔させていた。
魔王（まおう）
神がアダムとイヴを追放した後の寂しさや悲しみを心から取り出し、捨て置いたものが成長したもの。すなわち神の分身である。
人間界に悪魔を遣わし、神の力の源である「人間の『美しいと思う心』」を奪い取り、神の力を吸い取ることが目的。その悪魔を回収し自分の力にするために堕天使フィンをまろんに仕向け、怪盗をさせていた張本人でもある。
何度殺しても再生力によって生まれ変わる聖女（イヴ、卑弥呼、聖母マリアなど、ひいては生まれ変わりのまろん）を恐れ、生きている間は神の封印がしてある、聖なる力（＝再生力）を目覚めさせ、心を傷つけることでその力を消滅させるため、まろんの両親に悪魔を取り憑かせてまろんを心の弱い人間に育てるよう仕向け、後に神のふりをして呼びかけて、1度はまろん自身にその封印を解かせた。
最終決戦にてまろんに封印されるが、消滅寸前に彼女を殺そうとして火炎弾らしきものを放つものの、フィンがまろんの身代わりになって消滅する。その時のフィンの言葉で涙を流したような素振りが見られることから、善の心が芽生えたと推察できる。

## 書誌情報

### コミックス
単行本
りぼんマスコットコミックス
1. 1998年9月発売、ISBN 4-08-856100-7
2. 1999年1月発売、ISBN 4-08-856120-1
3. 1999年5月発売、ISBN 4-08-856142-2
4. 1999年9月発売、ISBN 4-08-856163-5
5. 2000年2月発売、ISBN 4-08-856189-9
6. 2000年6月発売、ISBN 4-08-856211-9
7. 2000年8月発売、ISBN 4-08-856221-6

廉価版
集英社ガールズリミックス
1. ただいま参上!!編 2004年4月発売、ISBN 4-08-106651-5
2. 知られてしまった正体!編 2004年4月発売、ISBN 4-08-106657-4
3. 勇気を信じて編 2004年5月発売、ISBN 4-08-106662-0
4. 風の吹き抜ける場所へ編 2004年5月発売、ISBN 4-08-106672-8

完全版
SGコミックス
1. 2007年6月20日発売、ISBN 978-4-08-855145-6
2. 2007年6月20日発売、ISBN 978-4-08-855146-3
3. 2007年7月18日発売、ISBN 978-4-08-855147-0
4. 2007年8月15日発売、ISBN 978-4-08-855148-7
5. 2007年9月19日発売、ISBN 978-4-08-855149-4
6. 2007年9月19日発売、ISBN 978-4-08-855150-0

文庫版
集英社文庫<コミック版>
1. 2013年6月18日発売、ISBN 978-4-08-619426-6
2. 2013年6月18日発売、ISBN 978-4-08-619427-3
3. 2013年7月18日発売、ISBN 978-4-08-619428-0
4. 2013年7月18日発売、ISBN 978-4-08-619429-7
5. 2013年8月20日発売、ISBN 978-4-08-619430-3

### 収録話
2話サブタイトルの「PIECE OF LOVE」はアニメ版主題歌のタイトルにもなった。
9話と10話、20話と21話と22話のサブタイトルは一つの文になっている。
完全版には「神風怪盗ジャンヌ☆制作秘話」が1巻から5巻に、「魚の記憶・月の華雪」が6巻に書き下ろしされている。
| 話数   | 収録話                                                | 単行本 | 完全版 |
| ------ | ----------------------------------------------------- | ------ | ------ |
| 1      | 逆光のマドモアゼル                                    | 第1巻  | 第1巻  |
| 2      | PIECE OF LOVE                                         | 第1巻  | 第1巻  |
| 3      | その心、汚れなき星に満ちたりて                        | 第1巻  | 第1巻  |
| 4      | 神と十字架 そして願い事                               | 第1巻  | 第1巻  |
| 5      | 空と海のジオラマ                                      | 第2巻  | 第1巻  |
| 6      | センチメンタル・ラビリンス                            | 第2巻  | 第2巻  |
| 7      | 革命前夜                                              | 第2巻  | 第2巻  |
| 8      | リアル・ハート                                        | 第2巻  | 第2巻  |
| 番外編 | 都☆カタルシス                                         | 第2巻  | 第2巻  |
| 9      | 君に愛されるそのために…                               | 第3巻  | 第2巻  |
| 10     | 君に狂った薔薇になる。                                | 第3巻  | 第2巻  |
| 11     | あなたのトナリ                                        | 第3巻  | 第3巻  |
| 12     | たとえば樹海を泳ぐ魚のように                          | 第3巻  | 第3巻  |
| 13     | 真実まで3プッシュ                                     | 第3巻  | 第3巻  |
| 14     | 優しさに浮かぶケシの実を食べた?                       | 第4巻  | 第3巻  |
| 15     | 白の少年〜空も飛べるはず〜                            | 第4巻  | 第3巻  |
| 16     | 祈りの果てに                                          | 第4巻  | 第4巻  |
| 17     | 決められた運命の中で                                  | 第4巻  | 第4巻  |
| 18     | 呪われた恋人よ                                        | 第4巻  | 第4巻  |
| 19     | さようなら…さまよえる宇宙の魚よ                       | 第5巻  | 第4巻  |
| 20     | フィン・フィッシュ                                    | 第5巻  | 第4巻  |
| 21     | 清く純粋、尊き瞳。ゆえに…                             | 第5巻  | 第5巻  |
| 22     | 揺るぎない、どうしても。                              | 第5巻  | 第5巻  |
| 番外編 | 即席!? アクセス伝説★                                  | 第5巻  | 第4巻  |
| 23     | 風、誕生                                              | 第6巻  | 第5巻  |
| 24     | 「光」輝けば「影」集う                                | 第6巻  | 第5巻  |
| 25     | 水無月くんがんばる。                                  | 第6巻  | 第5巻  |
| 26     | 消えゆく想い                                          | 第6巻  | 第5巻  |
| 27     | あのね、本当はね                                      | 第6巻  | 第6巻  |
| 28     | 約束                                                  | 第7巻  | 第6巻  |
| 29     | 願いを流れ星にかけて                                  | 第7巻  | 第6巻  |
| 30     | 終わらない世界へ解き放とう 世界の果てでめぐり逢うまで | 第7巻  | 第6巻  |
| 番外編 | Let's Go シルクロード★                                | 第7巻  | 第6巻  |
| 番外編 | 魚の記憶・月の華雪                                    | -      | 第6巻  |

### イラスト集
- 『神風怪盗ジャンヌ 種村有菜イラスト集』 集英社、2000年6月30日発売 ISBN 4-08-855097-8

### ノベライズ
- 集英社みらい文庫
- 松田朱夏・著
- 種村有菜・原作/絵

1. 神風怪盗ジャンヌ1 美少女怪盗、ただいま参上! 2013年12月5日発売 ISBN 978-4-08-321187-4
2. 神風怪盗ジャンヌ2 謎の怪盗シンドバッド!? 2014年2月5日発売 ISBN 978-4-08-321195-9
3. 神風怪盗ジャンヌ3 動きだした運命!! 2014年5月2日発売 ISBN 978-4-08-321211-6
4. 神風怪盗ジャンヌ4 最後のチェックメイト 2014年8月5日発売 ISBN 978-4-08-321226-0

## テレビアニメ
1999年2月13日 - 2000年1月29日にかけて、テレビ朝日系列（ただしフルネット局のみ）で放送された。放送時間は1999年10月9日までは土曜 18時30分 - 19時、同年10月23日 - 2000年1月29日は18時28分 - 18時58分。アニメーション製作は東映アニメーション。平均視聴率は5.2%で、前番組『アニメ週刊DX!みいファぷー』と同じである。
アニメではコスチュームデザインやアイテムの変更がみられるが、途中から登場した新コスチュームとラピュセルロザリオは、原作もアニメと同デザインである。また、原作の新コスチュームのジャンヌはアニメからかなり遅れて原作に登場している。
この作品は『きんぎょ注意報!』以来続いてきた土曜日のテレビ朝日・東映アニメーションが製作した女児・少女向けアニメの最後の作品となった。2000年度以降のバンダイ・東映アニメーション・テレビ朝日系列陣営の女児向けアニメは朝日放送（ABC）制作の日曜朝8時30分枠の作品に一本化される。

### スタッフ
本作のメインライターは少女向けアニメの脚本も多い富田祐弘だが、第3話から参加した横手美智子は、中盤以降、高土屋全登場話や本来はメインライターが書く最終回といった本作の重要な回の脚本を手がけている。
- 原作 - 種村有菜（集英社月刊「りぼん」連載）
- シリーズディレクター - 梅澤淳稔
- シリーズ構成 - 富田祐弘
- キャラクターデザイン - 香川久
- 総作画監督 - 爲我井克美
- 美術デザイン - 鹿野良行
- 色彩設計 - 佐久間ヨシ子
- デジタル撮影 - 東映化学デジタルラボテック
- ビデオ編集 - 東京現像所
- 協力 - 東映アカデミー（ノンクレジット）
- 音響効果 - 奥田維城
- 選曲 - 水野さやか
- 記録 - 梶本みのり
- 編集 - 西山茂
- 音楽 - 加藤みちあき
- プロデューサー - 上田めぐみ（第1話 - 第26話）→岩本太郎・清水祐美（第27話 - 第44話）、矢田晃一、東伊里弥
- アニメーション協力 - スタジオディーン （ノンクレジット）
- 製作協力 - 東映
- 製作 - テレビ朝日、東映エージエンシー、東映→東映アニメーション

### 主題歌
4曲とも、テレビ朝日のヴィジュアル系バンド情報番組「Break Out」のプロデュースである旨のクレジットがCDジャケットになされている。また、「ハルカ…」に関しては、アニメ柄デザイン（キャラクターステッカー付）とアーティスト側の意図したデザインの2種類のジャケットでCDが発売された。
第一期オープニングテーマの「PIECE OF LOVE」はシングル版とは一部歌詞が異なっている。
放送中に発売されたキャラクターソングアルバムも、販売は東芝EMIだが、原盤権はテレビ朝日ミュージックが全面的に管理しており、東芝は原盤権を保持していない。まろん役の桑島法子のキャラクターソングアルバム「realigi」にもジャンヌ関連の音源のクレジットはテレビ朝日ミュージックのみで東芝EMIの文字は見当たらない。
オープニングテーマ
「PIECE OF LOVE」（第1話 - 第27話）
作詞 - IZAM / 作曲 - KUZUKI / 編曲 - 山口一久、SHAZNA / 歌 - SHAZNA
- 原盤制作：SWEET HEART、テレビ朝日ミュージック / レーベル：東芝EMI M's PLACE

「Dive into Shine」（第28話 - 第44話）
作詞・作曲・歌 - Lastier / 編曲 - ジョー・リノイエ、鈴川真樹、Lastier
- 原盤制作：イズム・アーティスト、テレビ朝日ミュージック / レーベル：ヒートウェイブ

エンディングテーマ
「ハルカ…」（第1話 - 第27話）
作詞 - キリト / 作曲 - 潤 / 編曲 - Pierrot&成田忍 / 歌 - Pierrot
- 原盤制作：SWEET HEART、テレビ朝日ミュージック / レーベル：東芝EMI M's PLACE→UNVERSAL MUSIC JAPAN

「Till The End 〜終わらない愛を〜」（第28話 - 第44話）
作詞 - HIBIKI、SOLA / 作曲・編曲 - MASAYA / 歌 - HIBIKI（D-SHADE）
- 原盤制作：ティーズ音楽出版、テレビ朝日ミュージック / レーベル：ユニバーサルポリドール

### 各話リスト
タイトルコールはまろん役の桑島法子が担当。37話にて、作者である種村有菜が看護士役でゲスト声優出演しているシーンがある（ネームプレートに「種村」と書かれた看護士が当人）。
| 話数   | サブタイトル                 | 脚本       | 演出       | 作画監督          | 美術     | 放送日         |
| 第一部 | 第一部                       | 第一部     | 第一部     | 第一部            | 第一部   | 第一部         |
| ------ | ---------------------------- | ---------- | ---------- | ----------------- | -------- | -------------- |
| 1      | 怪盗は予告状とともに         | 富田祐弘   | 梅澤淳稔   | 爲我井克美        | 鹿野良行 | 1999年 2月13日 |
| 2      | 標的は親子の絆!?             | 藤本信行   | 吉沢孝男   | 真庭秀明          | 田尻健一 | 2月20日        |
| 3      | 包囲網! 敵は全校生徒         | 横手美智子 | 佐々木憲世 | 菅井嘉浩          | 鹿野良行 | 2月27日        |
| 4      | 泥棒仕事は企業も救う!?       | 吉村元希   | 葛西治     | 佐々門信芳        | 田尻健一 | 3月6日         |
| 5      | エアポート非常警戒!          | 富田祐弘   | 橋本光夫   | 高橋晃            | 鹿野良行 | 3月13日        |
| 6      | 相棒は謎のおばあちゃん?      | 藤本信行   | 遠藤勇二   | 中田正彦          | 田尻健一 | 3月20日        |
| 7      | 親子刑事! 最後の賭け         | 横手美智子 | 今沢哲男   | 進藤満尾          | 鹿野良行 | 3月27日        |
| 8      | 愛のメロディを盗め!          | 富田祐弘   | 吉沢孝男   | 須田正己          | 田尻健一 | 4月3日         |
| 9      | 非情のチェックメイト         | 藤本信行   | 梅沢淳稔   | 真庭秀明          | 鹿野良行 | 4月10日        |
| 10     | 仮面の男! 本物は誰だ         | 横手美智子 | 葛西治     | 佐々門信芳        | 田尻健一 | 4月17日        |
| 11     | ああ、美しき刑事の心         | 富田祐弘   | 佐々木憲世 | 爲我井克美        | 田尻健一 | 4月24日        |
| 12     | ピンは剣よりも強し!          | 横手美智子 | 橋本光夫   | 菅井嘉浩          | 鹿野良行 | 5月1日         |
| 13     | 忘れな草のハート泥棒         | 藤本信行   | 遠藤勇二   | 高橋晃            | 鹿野良行 | 5月8日         |
| 14     | ターゲットは花嫁衣装         | 富田祐弘   | 今沢哲男   | 進藤満尾          | 鹿野良行 | 5月15日        |
| 15     | 遊園地の衝撃告白!            | 吉村元希   | 梅澤淳稔   | 中田正彦          | 田尻健一 | 5月22日        |
| 16     | 初キスは月光に輝く!          | 富田祐弘   | 吉沢孝男   | 佐々門信芳        | 鹿野良行 | 5月29日        |
| 17     | 急接近! 恋の台風上陸         | 藤本信行   | 佐々木憲世 | 真庭秀明          | 鹿野良行 | 6月5日         |
| 18     | 悪魔が襲う友情の勲章         | 横手美智子 | 志水淳児   | 須田正己          | 田尻健一 | 6月12日        |
| 19     | 封印! 父の愛の証明           | 横手美智子 | 橋本光夫   | 高橋晃            | 中西英和 | 6月19日        |
| 20     | 元気に勇気が壊れた日         | 金子ツトム | 今沢哲男   | 爲我井克美        | 鹿野良行 | 6月26日        |
| 21     | 都、恋と友情を撃つ!          | 藤本信行   | 梅澤淳稔   | 菅井嘉浩          | 田尻健一 | 7月3日         |
| 22     | ダイブ! W怪盗死す            | 富田祐弘   | 遠藤勇二   | 進藤満尾          | 鹿野良行 | 7月10日        |
| 23     | 狙撃! 魔性の青い蝶           | 富田祐弘   | 吉沢孝男   | 佐々門信芳        | 鹿野良行 | 7月17日        |
| 24     | 豪華客船モンキー騒動         | 金子ツトム | 佐々木憲世 | 中田正彦          | 田尻健一 | 8月7日         |
| 25     | 怪談! 幽霊学校の夏           | 吉村元希   | 葛西治     | 真庭秀明          | 鹿野良行 | 8月14日        |
| 26     | 潜入! カラクリ忍者城         | 藤本信行   | 橋本光夫   | 高橋晃            | 中西英和 | 8月21日        |
| 27     | 涙のお別れ天使フィン         | 富田祐弘   | 今沢哲男   | 香川久            | 田尻健一 | 9月11日        |
| 第二部 |                              |            |            |                   |          |                |
| 28     | 悪魔降臨! 新変身の時         | 横手美智子 | 梅澤淳稔   | 爲我井克美        | 鹿野良行 | 9月18日        |
| 29     | 超美形! 謎の先生登場         | 金子ツトム | 貝澤幸男   | 菅井嘉浩          | 田尻健一 | 9月25日        |
| 30     | 元気復活で燃える闘志         | 藤本信行   | 佐々木憲世 | 進藤満尾          | 鹿野良行 | 10月2日        |
| 31     | 怪盗ついにCM出演!?           | 富田祐弘   | 吉沢孝男   | 佐々門信芳        | 中西英和 | 10月9日        |
| 32     | 怪盗ジャンヌ抹殺指令!!       | 横手美智子 | 遠藤勇二   | 真庭秀明          | 田尻健一 | 10月23日       |
| 33     | 嘘つきシンドバッド!!         | 金子ツトム | 志水淳児   | 高橋晃            | 鹿野良行 | 10月30日       |
| 34     | 別離宣言! もう誰も信じない!! | 藤本信行   | 橋本光夫   | 香川久            | 中本英和 | 11月6日        |
| 35     | ジャンヌ復活のLOVEパワー!    | 富田祐弘   | 今沢哲男   | 佐々門信芳        | 田尻健一 | 11月13日       |
| 36     | 泥棒は刑事の味方か!?         | 金子ツトム | 葛西治     | 爲我井克美        | 鹿野良行 | 11月20日       |
| 37     | 悪魔の心臓を持つ少年         | 横手美智子 | 梅澤淳稔   | 菅井嘉浩          | 鹿野良行 | 11月27日       |
| 38     | 決断!? 悲しみの封印          | 横手美智子 | 貝澤幸男   | 進藤満尾          | 鹿野良行 | 12月4日        |
| 39     | 願いは一つ! 父と母に         | 富田祐弘   | 吉沢孝男   | 真庭秀明          | 鹿野良行 | 12月11日       |
| 40     | 邪悪変身! ミスト猛攻         | 藤本信行   | 佐々木憲世 | 高橋晃            | 鹿野良行 | 12月18日       |
| 41     | 再会フィン!! 劇的悪夢        | 金子ツトム | 遠藤勇二   | 佐々門信芳        | 鹿野良行 | 2000年 1月8日  |
| 42     | 怪盗、時空を越える!!         | 富田祐弘   | 今沢哲男   | 進藤満尾          | 鹿野良行 | 1月15日        |
| 43     | 友情崩壊!? 魔氷城決戦        | 藤本信行   | 橋本光夫   | 真庭秀明          | 鹿野良行 | 1月22日        |
| 44     | 汝、神風となれ!              | 横手美智子 | 梅澤淳稔   | 香川久 爲我井克美 | 鹿野良行 | 1月29日        |

### ネット局
系列は放送当時のもの。
| 放送対象地域  | 放送局           | 系列           | ネット形態 |
| ------------- | ---------------- | -------------- | ---------- |
| 関東広域圏    | テレビ朝日       | テレビ朝日系列 | 制作局     |
| 北海道        | 北海道テレビ     | テレビ朝日系列 | 同時ネット |
| 青森県        | 青森朝日放送     | テレビ朝日系列 | 同時ネット |
| 岩手県        | 岩手朝日テレビ   | テレビ朝日系列 | 同時ネット |
| 宮城県        | 東日本放送       | テレビ朝日系列 | 同時ネット |
| 秋田県        | 秋田朝日放送     | テレビ朝日系列 | 同時ネット |
| 山形県        | 山形テレビ       | テレビ朝日系列 | 同時ネット |
| 福島県        | 福島放送         | テレビ朝日系列 | 同時ネット |
| 新潟県        | 新潟テレビ21     | テレビ朝日系列 | 同時ネット |
| 長野県        | 長野朝日放送     | テレビ朝日系列 | 同時ネット |
| 静岡県        | 静岡朝日テレビ   | テレビ朝日系列 | 同時ネット |
| 石川県        | 北陸朝日放送     | テレビ朝日系列 | 同時ネット |
| 中京広域圏    | 名古屋テレビ     | テレビ朝日系列 | 同時ネット |
| 近畿広域圏    | 朝日放送         | テレビ朝日系列 | 先行放送   |
| 広島県        | 広島ホームテレビ | テレビ朝日系列 | 同時ネット |
| 山口県        | 山口朝日放送     | テレビ朝日系列 | 同時ネット |
| 香川県 岡山県 | 瀬戸内海放送     | テレビ朝日系列 | 同時ネット |
| 愛媛県        | 愛媛朝日テレビ   | テレビ朝日系列 | 同時ネット |
| 福岡県        | 九州朝日放送     | テレビ朝日系列 | 同時ネット |
| 長崎県        | 長崎文化放送     | テレビ朝日系列 | 同時ネット |
| 熊本県        | 熊本朝日放送     | テレビ朝日系列 | 同時ネット |
| 大分県        | 大分朝日放送     | テレビ朝日系列 | 同時ネット |
| 鹿児島県      | 鹿児島放送       | テレビ朝日系列 | 同時ネット |
| 沖縄県        | 琉球朝日放送     | テレビ朝日系列 | 同時ネット |

### 音楽CD
本作のアニメ版の「サウンドトラックアルバム」は、商品化されていない。『アニメージュ』2000年2月号の東映アニメPDの東伊里弥のコメントによると、テレビシリーズ終了後に劇場版とドラマCDによる展開が企画されていた模様。
- 神風怪盗ジャンヌ イメージアルバム （1999年6月9日発売、東芝EMI） TOCT-24137
  1. 神世界・風（歌：ジャンヌ（桑島法子））
  2. REVOLUTION〜まろんのために〜[注 6]（歌：水無月大和（高橋直純））
  3. 笑顔でいます。（歌：フィン・フィッシュ（西原久美子））
  4. 伝えられる いつか（歌：東大寺都（松井菜桜子））
  5. サンクトウス（歌：日下部まろん（桑島法子））
  6. それぞれの未来（歌：シンドバッド（千葉進歩）、水無月大和（高橋直純））
  7. Get it! Only you（歌：シンドバッド（千葉進歩））
  8. Cry〜ハートが泣いてる（歌：日下部まろん、ジャンヌ（桑島法子）、東大寺都（松井菜桜子）、フィン・フィッシュ（西原久美子））
  9. PIECE OF LOVE（歌：SHAZNA）
  10. ハルカ…（歌：Pierrot）

### VHS・LD・DVD
VHS(現在は廃盤)
VSTV-00353/1999年11月21日〜2000年8月1日発売
発売元：東映株式会社、東映ビデオ株式会社
LD(現在は廃盤)
LSTD-01580/1999年11月21日〜2000年8月1日発売
発売元：東映株式会社、東映ビデオ株式会社
DVD(DVD-BOX)
POBE-4264/71 2005年10月26日発売
発売元：東映アニメーション、ユニバーサルミュージック

#### DVD・Blu-ray
2023年3月31日に発売され、初回生産限定特典として加藤みちあきによる初のサウンドトラックが付属。その他Amazonメガジャケ、楽天、ソフマップ、ヨドバシカメラの各店舗特典付き。
| 商品名      | 発売日         | 規格品番          | 備考                     |
| ----------- | -------------- | ----------------- | ------------------------ |
| DVD BOX     | 2005年10月26日 | POBE-4264/71      | 全４４話収録             |
| Blu-ray BOX | 2023年3月31日  | EYXA-14049~52/B~C | サントラ、各店舗購入特典 |

## コラボレーション
- Alice Closet（DMM GAMES、2020年1月13日～1月27日 にかけてコラボ） - ジャンヌ・フィン・シンドバッドをイメージしたコーデガチャと、まろんをイメージしたコーデがもらえるログインボーナスが登場

## パロディ
- フジテレビ系で放送されていたアニメ『こちら葛飾区亀有公園前派出所』にて神風強盗ダルクなる本作のパロディキャラクターが登場した。これはその話数に登場する麻生瑠璃華というキャラクターが原作においてジャンヌのコスプレをしていたことに端を発する。こち亀では原作、アニメともに当ジャンルの作品（美少女戦士セーラームーン、少女革命ウテナ）のパロディを特殊刑事が行っている。
- アニメ版『銀魂』第102話でテレビの中に小さいながらもジャンヌのコスチュームに酷似したキャラクターが登場している。